# 艾哈迈德·沙拉希利
艾哈迈德·沙拉希利（阿拉伯语：‎，1994年5月8日—）是沙特阿拉伯的职业足球运动员，司职后卫。现效力于沙特阿拉伯职业足球联赛的伊蒂哈德，也代表沙特阿拉伯国家足球队。

## 荣誉
希拉爾
- 沙特阿拉伯职业足球联赛冠军：2016-17
- 沙特國王盃冠军：2015、2017
- 沙特王儲盃冠军：2015–16
- 沙特超级盃冠军：2015、2018

伊蒂哈德
- 沙特阿拉伯职业足球联赛冠军：2022-23
- 沙特超级盃冠军：2022